# Качановский, Артём Владимирович
Артём Владимирович Качановский (укр. Артем Володимирович Качановський, род. 12.12.1992, Уфа, Российская Федерация) — украинский игрок в го, обладатель профессионального 2 дана от Европейской федерации го.
Качановский родился в Уфе в 1992 году, позже семья переехала в Ровно. Когда ему было 7 лет, его отец познакомился с игрой го, и научил играть в неё Артёма и его брата. Вначале он ходил в местный клуб го, но после того, как стал играть сильнее своего учителя, продолжил изучать игру сам. В 2015 году он окончил университет по специальности «компьютерные науки», 5 лет работал программистом, после чего решил посвятить себя го. В 2018 году Качановский женился.
В 2016 году Качановский с 5 победами занял первое место на третьем квалификационном турнире Европейской федерации го и стал обладателем европейского профессионального дана (второе место занял украинец Андрей Кравец). В 2018 он получил второй дан.
В 2010 году он занял второе место на Чемпионате Европы, в 2016 — второе место в Гранд-Слэме, в 2017 — первое место в Гранд-Слэме и второе на Чемпионате Европы, в 2018, 2020 и 2021 годах занимал второе место на европейском Гран-при. В 2020 году он завоевал бронзу на европейском чемпионате среди профессионалов.